# タイラー・オニール
タイラー・アラン・オニール（Tyler Alan O'Neill, 1995年6月22日 - ）は、カナダのブリティッシュコロンビア州メイプルリッジ出身のプロ野球選手（外野手）。右投右打。MLBのボルチモア・オリオールズ所属。
開幕戦6年連続本塁打のMLB記録を保持している。

## 経歴

### プロ入りとマリナーズ傘下時代
2013年のMLBドラフト3巡目（全体85位）でシアトル・マリナーズから指名され、6月12日に契約を結んだ。
6月20日に傘下のルーキー級アリゾナリーグ・マリナーズへ配属された。23試合に出場し、打率.310、1本塁打、15打点、31安打を記録した。8月12日にA-級エバレット・アクアソックスへ昇格した。ただ試合に出場することは無かった。9月18日にテンポリアリー・インアクティブ・リストに登録された。
2014年4月1日にA級クリントン・ランバーキングスへ昇格した。5月12日に7日間の故障者リストに登録された。7月31日にルーキー級アリゾナリーグへ配属された。8月1日にA-級エバレットへ配属された。8月4日にA級クリントンへ配属された。最終的に3球団合計で61試合に出場して打率.251、13本塁打、40打点、58安打を記録した。
2015年3月26日にメジャーのスプリングトレーニングに招待された。4月7日にA+級ベーカーズフィールド・ブレイズへ配属された。
6月17日に2015年パンアメリカン競技大会の男子野球カナダ代表に選出された。同大会では全8試合に先発出場。代表は2大会連続2度目の優勝を果たし、金メダルを獲得した。
大会終了後チームに復帰した。この年は106試合に出場して打率.260、32本塁打、87打点、106安打を記録した。本塁打はリーグ最多だった。ベストナインにも選出された。
オフの10月20日に第1回WBSCプレミア12のカナダ代表に選出された。全6試合に「3番・左翼手」で先発出場した。代表はグループAを全勝で決勝トーナメントに進出したが、準々決勝のメキシコ戦で敗戦し、敗退した。大会最多得点を記録した。
2016年3月6日にメジャーのスプリングトレーニングに招待された。4月4日にAA級ジャクソン・ジェネラルズへ配属され、開幕を迎えることとなった。4月7日の開幕戦に「4番・右翼手」で先発出場した。6月7日に6名のチームメイトと共にミッドウェストリーグ・オールスターゲームに選出された。6月28日にチームメイトのダイラン・アンスワース、同じカナダ出身のジョシュ・ネイラーと共にオールスター・フューチャーズゲームに選出された。
2017年はシーズン開幕前の2月8日に第4回WBCのカナダ代表に選出された。代表は3月12日のアメリカ合衆国戦で敗戦し、3連敗となり、次大会は予選からの参加となった。シーズンでは開幕からAAA級タコマ・レイニアーズでプレーした。

### カージナルス時代
2017年7月21日にマルコ・ゴンザレスとのトレードで、セントルイス・カージナルスへ移籍した。移籍後は傘下のAAA級メンフィス・レッドバーズでプレーし、移籍前を含めた2球団合計で130試合に出場して打率.246、31本塁打、95打点、14盗塁の成績を残した。オフの11月20日にはルール・ファイブ・ドラフトでの流出を防ぐために40人枠入りした。
2018年4月19日にメジャー初昇格を果たし、同日のシカゴ・カブス戦でメジャーデビュー。この年メジャーでは61試合に出場して打率.254、9本塁打、23打点、2盗塁を記録した。
2019年は60試合に出場して打率.262、5本塁打、16打点、1盗塁を記録した。
2020年は左翼手のレギュラーに定着。50試合に出場して打率.173、7本塁打、19打点、3盗塁を記録した。オフにゴールドグラブ賞を初受賞した。
2021年は138試合に出場し、打率.286、34本塁打、80打点、15盗塁を記録した。オフの11月7日に2年連続2度目となるゴールドグラブ賞を受賞した。
2022年は右肩の圧迫、右ハムストリングの張り、左ハムストリングの張りと計3回にわたり故障者リスト入りを余儀なくされ、96試合の出場で打率.228、14本塁打、58打点を記録した。
2023年はシーズン開幕前の2月9日に第5回WBCのカナダ代表に選出され、2大会連続2度目の選出を果たした。シーズンでは背中の故障で60日間の故障者リスト入りを余儀なくされ、72試合の出場で打率・231、9本塁打、21打点を記録した。

### レッドソックス時代
2023年12月8日にニック・ロバートソン、ビクター・サントスとのトレードでボストン・レッドソックスへ移籍した。
2024年は113試合の出場で打率.241、31本塁打、61打点を記録し、自身2度目のシーズン30本塁打を達成した。オフにFAとなった。

### オリオールズ時代
2024年12月7日にボルチモア・オリオールズと3年総額4950万ドルで契約を結んだ。2025年オフのオプトアウト権が含まれている。

## 選手としての特徴
ボディビルダーの父と培った屈強な肉体から放つパワーが武器。

## 詳細情報

### 年度別打撃成績
| 年 度    | 球 団    | 試 合 | 打 席 | 打 数 | 得 点 | 安 打 | 二 塁 打 | 三 塁 打 | 本 塁 打 | 塁 打 | 打 点 | 盗 塁 | 盗 塁 死 | 犠 打 | 犠 飛 | 四 球 | 敬 遠 | 死 球 | 三 振 | 併 殺 打 | 打 率 | 出 塁 率 | 長 打 率 | O P S |
| -------- | -------- | ----- | ----- | ----- | ----- | ----- | -------- | -------- | -------- | ----- | ----- | ----- | -------- | ----- | ----- | ----- | ----- | ----- | ----- | -------- | ----- | -------- | -------- | ----- |
| 2018     | STL      | 61    | 142   | 130   | 29    | 33    | 5        | 0        | 9        | 65    | 23    | 2     | 0        | 0     | 2     | 7     | 0     | 3     | 57    | 0        | .254  | .303     | .500     | .803  |
| 2019     | STL      | 60    | 151   | 141   | 18    | 37    | 6        | 0        | 5        | 58    | 16    | 1     | 0        | 0     | 0     | 10    | 0     | 0     | 53    | 3        | .262  | .311     | .411     | .723  |
| 2020     | STL      | 50    | 157   | 139   | 20    | 24    | 5        | 0        | 7        | 50    | 19    | 3     | 1        | 0     | 1     | 15    | 0     | 2     | 43    | 3        | .173  | .261     | .360     | .621  |
| 2021     | STL      | 138   | 537   | 482   | 89    | 138   | 26       | 2        | 34       | 270   | 80    | 15    | 4        | 0     | 4     | 38    | 0     | 13    | 168   | 8        | .286  | .352     | .560     | .912  |
| 2022     | STL      | 96    | 383   | 334   | 56    | 76    | 11       | 1        | 14       | 131   | 58    | 14    | 4        | 0     | 7     | 38    | 0     | 4     | 103   | 9        | .228  | .308     | .392     | .700  |
| 2023     | STL      | 72    | 266   | 238   | 27    | 55    | 14       | 0        | 9        | 96    | 21    | 5     | 0        | 0     | 0     | 28    | 0     | 0     | 67    | 5        | .231  | .312     | .403     | .715  |
| 2024     | BOS      | 113   | 473   | 411   | 74    | 99    | 18       | 0        | 31       | 210   | 61    | 4     | 0        | 0     | 2     | 53    | 5     | 7     | 159   | 13       | .241  | .336     | .511     | .847  |
| MLB：7年 | MLB：7年 | 590   | 2109  | 1875  | 313   | 462   | 85       | 3        | 109      | 880   | 278   | 44    | 9        | 0     | 16    | 189   | 5     | 29    | 650   | 41       | .246  | .322     | .469     | .791  |

- 2024年度シーズン終了時

### WBCでの打撃成績
| 年 度 | 代 表  | 試 合 | 打 席 | 打 数 | 得 点 | 安 打 | 二 塁 打 | 三 塁 打 | 本 塁 打 | 塁 打 | 打 点 | 盗 塁 | 盗 塁 死 | 犠 飛 | 四 球 | 敬 遠 | 死 球 | 三 振 | 併 殺 打 | 打 率 | 出 塁 率 | 長 打 率 |
| ----- | ------ | ----- | ----- | ----- | ----- | ----- | -------- | -------- | -------- | ----- | ----- | ----- | -------- | ----- | ----- | ----- | ----- | ----- | -------- | ----- | -------- | -------- |
| 2017  | カナダ | 3     | 12    | 11    | 0     | 1     | 0        | 0        | 0        | 1     | 0     | 0     | 0        | 0     | 1     | 0     | 0     | 5     | 0        | .091  | .167     | .091     |
| 2023  | カナダ | 4     | 18    | 13    | 5     | 8     | 2        | 0        | 0        | 10    | 4     | 0     | 0        | 0     | 5     | 1     | 0     | 4     | 0        | .417  | .500     | .500     |

### 年度別守備成績
| 年 度 | 球 団 | 左翼（LF） | 左翼（LF） | 左翼（LF） | 左翼（LF） | 左翼（LF） | 左翼（LF） | 中堅（CF） | 中堅（CF） | 中堅（CF） | 中堅（CF） | 中堅（CF） | 中堅（CF） | 右翼（RF） | 右翼（RF） | 右翼（RF） | 右翼（RF） | 右翼（RF） | 右翼（RF） |
| 年 度 | 球 団 | 試 合      | 刺 殺      | 補 殺      | 失 策      | 併 殺      | 守 備 率   | 試 合      | 刺 殺      | 補 殺      | 失 策      | 併 殺      | 守 備 率   | 試 合      | 刺 殺      | 補 殺      | 失 策      | 併 殺      | 守 備 率   |
| ----- | ----- | ---------- | ---------- | ---------- | ---------- | ---------- | ---------- | ---------- | ---------- | ---------- | ---------- | ---------- | ---------- | ---------- | ---------- | ---------- | ---------- | ---------- | ---------- |
| 2018  | STL   | 16         | 27         | 1          | 1          | 0          | .966       | 3          | 5          | 0          | 0          | 0          | 1.000      | 24         | 28         | 0          | 1          | 0          | .966       |
| 2019  | STL   | 33         | 33         | 0          | 2          | 0          | .943       | 3          | 2          | 0          | 1          | 0          | .667       | 8          | 5          | 0          | 0          | 0          | 1.000      |
| 2020  | STL   | 48         | 89         | 0          | 0          | 0          | 1.000      | -          | -          | -          | -          | -          | -          | -          | -          | -          | -          | -          | -          |
| 2021  | STL   | 131        | 221        | 7          | 9          | 1          | .962       | -          | -          | -          | -          | -          | -          | -          | -          | -          | -          | -          | -          |
| 2022  | STL   | 83         | 116        | 3          | 1          | 0          | .992       | 21         | 31         | 0          | 0          | 0          | 1.000      | -          | -          | -          | -          | -          | -          |
| 2023  | STL   | 58         | 86         | 5          | 2          | 0          | .978       | 13         | 22         | 0          | 0          | 0          | 1.000      | -          | -          | -          | -          | -          | -          |
| 2024  | BOS   | 70         | 93         | 2          | 3          | 0          | .969       | -          | -          | -          | -          | -          | -          | 50         | 58         | 2          | 4          | 0          | .938       |
| MLB   | MLB   | 439        | 665        | 18         | 18         | 1          | .974       | 40         | 60         | 0          | 1          | 0          | .984       | 82         | 91         | 2          | 5          | 0          | .949       |

- 2024年度シーズン終了時
- 各年度の太字年はゴールドグラブ賞受賞

### タイトル
MiLB
- 本塁打王：1回（2015年）

### 表彰
MLB
- ゴールドグラブ賞（外野手部門）：2回（2020年、2021年）
- フィールディング・バイブル・アワード：1回（2020年、2021年）

MiLB
- カリフォルニアリーグベストナイン：1回（2015年）

国際大会
- WBSCプレミア12 最多得点：1回（2015年）

### 記録
MiLB
- ミッドウェストリーグ・オールスターゲーム選出：1回（2016年）
- オールスター・フューチャーズゲーム選出：1回（2016年）

その他の記録
- 開幕戦6年連続本塁打（2020年 - 2025年）※MLB史上初[2]

### 背番号
- 41（2018年 - 2020年）
- 27（2021年 - 2023年）
- 17（2024年）
- 9 （2025年 - ）

### 代表歴
- 2015年パンアメリカン競技大会男子野球カナダ代表
- 2015 WBSCプレミア12 カナダ代表
- 2017 ワールド・ベースボール・クラシック・カナダ代表
- 2023 ワールド・ベースボール・クラシック・カナダ代表